# Радек Петр
Радек Петр (чеськ. Radek Petr; нар. 24 лютого 1987, Вітковіце, Чехословаччина) — чеський футболіст, воротар нижчолігового «Члумець-над-Цидлинов».

## Клубна кар'єра
Футболом розпочав займатися футболом з 6-річного віку у «Крнові». У 16-річному віці перейшов в «Опаву», а два роки по тому — в «Банік» (Острава). На початку 2007 року відправився в оренду до клубу третього дивізіону «Мутенице».
У серпні 2007 року, після виступів на юнацькому чемпіонаті світу у Канаді Петр підписав 4-річний контракт з представником італійської Серії А ФК «Парма». У сезоні 2007/08 року Радек був третім воротарем команди, після Лука Буччі та Николи Паваріні. Для того, щоб надати ігрову практику, його використовували в Примавері.
Після вильоту «Парми» в Серію Б, Петр відправився в оренду до представника Серії С «Про Патрія». У новій команді дебютував 14 вересня 2008 року в поєдинку проти «Монци».
У січні 2009 року Петр орендований на 6 місяців бельгійський клуб другого дивізіону «Ейпен». В Евпені чех одразу завоював місце в стартововому складі, тому клуб продовжив орендну угоду на ще один рік з можливістю переходу на постійній основі. Зрештою, бельгійці актували опцію переходу (безкоштовного), після чого Радек виступав у команді ще півтора року, але під час зимової перерви переїхав до «Лудогорця» під час зимової перерви 2011/12 років. Допоміг клубу з Разграду виграти чемпіонат Болгарії.
З літа 2012 року виступав на батьківщині, спочатку в складі «Збройовки», а потім — у Ганачці та «Проводові». Наразі захищає кольори іншого нижчолігового чеського клубу «Члумець-над-Цидлинов».

## Кар'єра в збірній
З 2004 по 2007 рік виступав за юнацькі збірні Чехії різних вікових категорій. Учасник молодіжного чемпіонату світу 2007 року в Канаді, на якому разом зі збірною Чехії завоював срібні нагороди.

## Статистика виступів

### Клубна
| Сезон             | Команда             | Чемпіонат         | Чемпіонат | Чемпіонат | Нац. кубок | Нац. кубок | Нац. кубок | Єврокубки | Єврокубки | Єврокубки | Інші кубки | Інші кубки | Інші кубки | Загалом | Загалом |
| Сезон             | Команда             | Змаг              | Матчі     | Голи      | Змаг       | Матчі      | Голи       | Змаг      | Матчі     | Голи      | Змаг       | Матчі      | Голи       | Матчі   | Голи    |
| ----------------- | ------------------- | ----------------- | --------- | --------- | ---------- | ---------- | ---------- | --------- | --------- | --------- | ---------- | ---------- | ---------- | ------- | ------- |
| 2006/07           | «Банік» (Острава)   | А                 | 0         | 0         | КЧ         | 0          | 0          | -         | -         | -         | -          | -          | -          | 0       | 0       |
| 2006/07           | «Банік Б» (Острава) | 3Л                | 8         | -8        | КЧ         | -          | -          | -         | -         | -         | -          | -          | -          | 8       | -8      |
| 2006/07           | «Мутенице»          | 3Л                | 11        | -9        | КЧ         | -          | -          | -         | -         | -         | -          | -          | -          | 11      | -9      |
| 2007/08           | «Парма»             | A                 | 0         | 0         | КІ         | 0          | 0          | -         | -         | -         | -          | -          | -          | 0       | 0       |
| 2008/09           | «Про Патрія»        | ПД                | 2         | 0         | КІ-ЛП      | 3          | -3         | -         | -         | -         | -          | -          | -          | 5       | -3      |
| 2008/09           | «Ейпен»             | 2Д                | 15        | -20       | КБ         | -          | -          | -         | -         | -         | -          | -          | -          | 15      | -20     |
| 2009/10           | «Ейпен»             | 2Д                | 25        | -25       | КБ         | 1          | -2         | -         | -         | -         | -          | -          | -          | 26      | -27     |
| Усього за кар'єру | Усього за кар'єру   | Усього за кар'єру | 61        | -62       |            | 4          | -5         | -         | -         | -         | -          | -          | -          | 65      | -67     |

## Досягнення
«Лудогорець»
- Перша професіональна футбольна ліга
  -  Чемпіон (1): 2011/12

- Кубок Болгарії
  -  Володар (1): 2011/12